# The Alchemist (muzikant)
Alan Daniel Maman (Beverly Hills, 25 oktober 1977), bekend onder de artiestennaam The Alchemist, is een Amerikaanse muziekproducent, DJ en rapper. Hij is bekend van zijn samenwerkingen met de groepen Dilated Peoples en Mobb Deep.

## Biografie
Maman werd geboren in een Joods gezin dat in de buitenwijken van Los Angeles woonde. Begin jaren 1990 vormde hij samen met Scott Caan de groep The Whooliganz. Terwijl ze optraden op een van de evenementen, trokken ze de aandacht van B-Real van Cypress Hill. Hij nodigde hen uit om aan te sluiten bij zijn groep Soul Assassins, die artiesten uit de omgeving samenbracht en waar ook House of Pain in zat. Toen raakte Alchemist geïnteresseerd in het maken van beats. Met de hulp van DJ Muggs leerde hij de kunst van het gebruik van een sampler en mixer. Hij produceerde enkele nummers voor Cypress Hill en Dilated Peoples.
In 1999 introduceerde DJ Muggs Al bij de New Yorkse hiphopgroep Mobb Deep. Prodigy en Havoc waren onder de indruk van zijn productiewerk en begonnen meteen een samenwerking, wat resulteerde in het gebruik van zijn beats op elk volgend Mobb Deep-album. Vervolgens werd hij bekend en produceerde hij voor prominente hiphopartiesten als Nas, Fat Joe, Jadakiss, Ghostface Killah en Snoop Dogg. 
In 2004 bracht The Alchemist zijn debuutalbum uit, 1st Infantry. Het album bevat de single "Hold You Down" met Prodigy, Illa Ghee en Nina Sky. In 2005 was Alchemist de officiële DJ van Eminem's Anger Management 3 Tour.

## Discografie
Albums
- 1st Infantry (2004)
- Return of the Mac (met Prodigy) (2007)
- Chemical Warfare (2009)
- Russian Roulette (2012)
- Albert Einstein (met Prodigy) (2013)